# 诺勒布罗站
诺勒布罗站（丹麥語：Nørrebro Station）是哥本哈根市郊铁路F线与哥本哈根地铁3号线的换乘站，采用功能主义建筑风格。位于丹麦哥本哈根诺勒布罗诺勒布罗街、腓特烈松路、北雉鸡路的交汇处。哥本哈根市郊铁路使用车站地面部分，哥本哈根地铁使用地下部分。

## 历史
第一代站房于1886年7月1日启用。现在的站房于1930年5月15日启用。1934年哥本哈根市郊铁路引入本站时曾作改建。2019年9月29日，哥本哈根地铁3号线引入本站的部分开通。

## 图片集

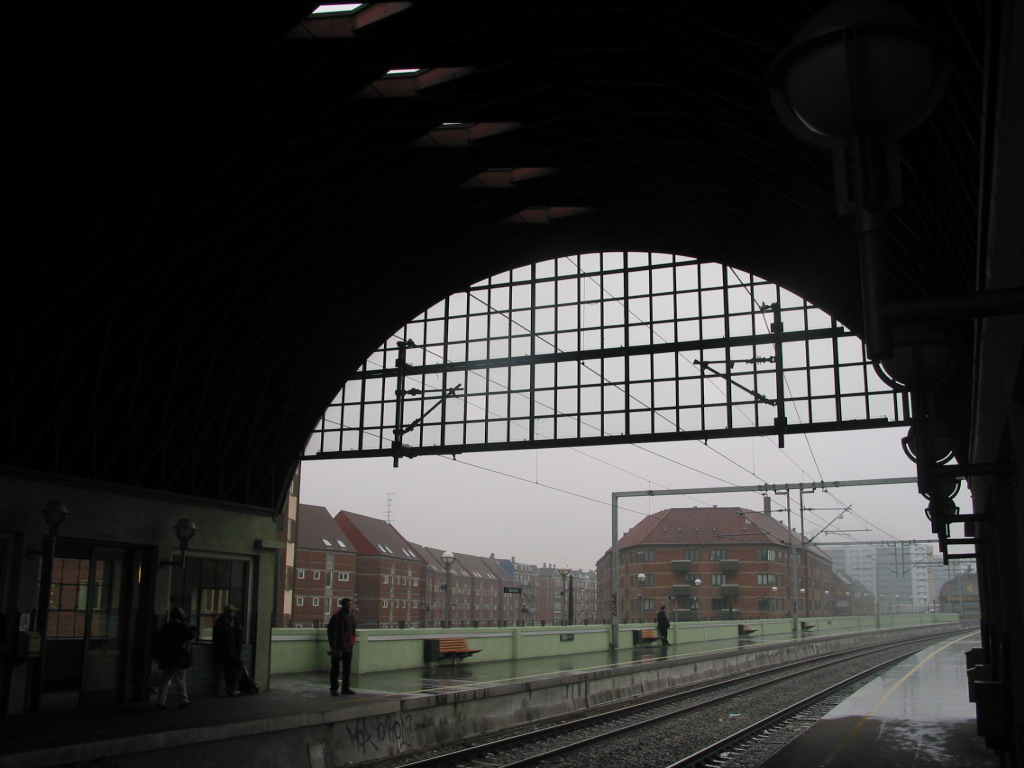
诺勒布罗站高架站台上的雨棚
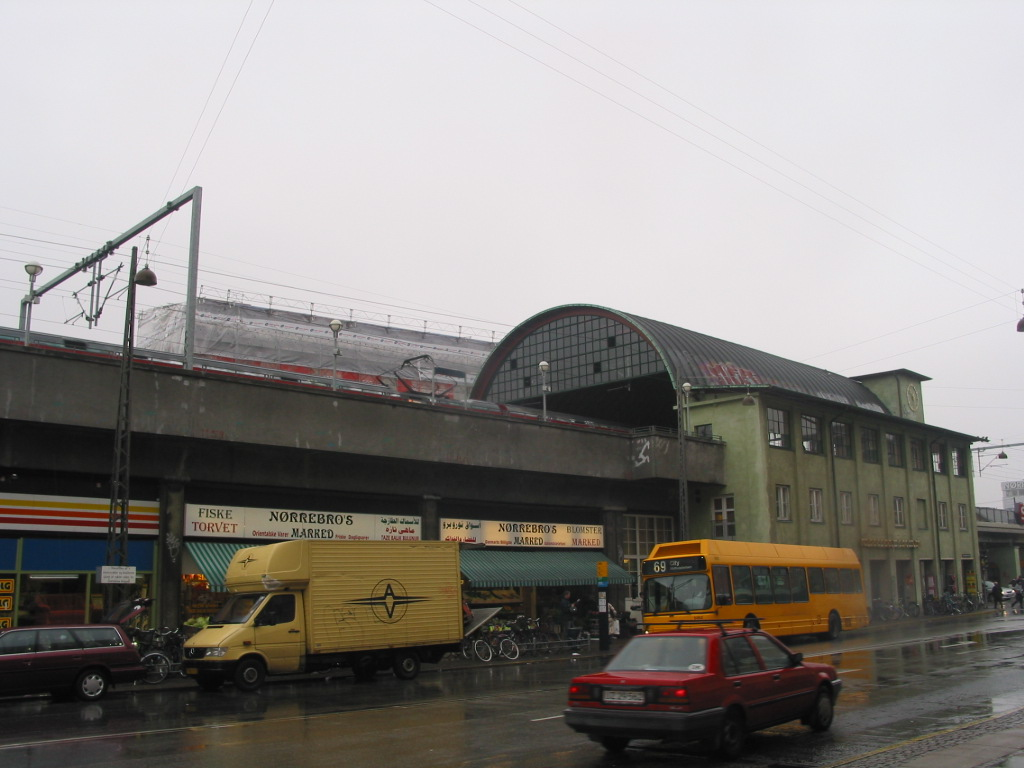
诺勒布罗站一角

## 外部連結
- 丹麦国家铁路官网对诺勒布罗站的介绍（页面存档备份，存于）（丹麦文）